# Pentila petreoides
Pentila petreoides är en fjärilsart som beskrevs av Bethune-Baker 1915. Pentila petreoides ingår i släktet Pentila och familjen juvelvingar. Inga underarter finns listade i Catalogue of Life.